# Угорщина в Європейському Союзі
Відносини між Угорщиною та Європейським Союзом — це вертикальні відносини між наднаціональною організацією та однією з її держав-членів.

## Історія
У 1968 році Угорщина отримала від СРСР дозвіл перейти до ринкової економіки, що наблизило її до західного блоку під час холодної війни.
Угорщина приєдналася до Європейського Союзу 1 травня 2004 року.

## Сучасні відносини

### Економічні зв'язки
Торгівля всередині ЄС становить 81 % експорту Угорщини та 78 % його імпорту. Вона має 12 місць у Європейському економічному та соціальному комітеті.
Угорщина є найбільшим бенефіціаром бюджету ЄС у відсотках від валового національного доходу. У 2017 році вона сплатила 800 мільйонів євро як свій внесок до спільного бюджету та отримала 4 мільярди євро від ЄС. 6.3 % ВВП Угорщини створюють європейські інвестиції (значна цифра на рівні ЄС), а ЄС співфінансує 95 % інвестицій державного сектора Угорщини.
Угорщина надає недорогу робочу силу державам-членам ЄС, що робить її країною в центрі європейської виробничої системи. Середня ціна за годину в Угорщині становить 10 євро, хоча в іншиї державах Європейського Союзу – 25 євро.
У 2008 році країна скористалася планом допомоги ЄС для подолання економічної кризи.
За Віктора Орбана економічні відносини стали більш ворожими. У 2011 році Угорщина запросила план допомоги, який ЄС не надав через дебати щодо незалежности центрального банку Угорщини. .
У 2022 році Угорщина виступає проти збору 15 % від прибутків великих транснаціональних компаній.
Також у 2022 році Віктор Орбан заблокував європейське ембарго на російську нафту.

### Політичні відносини
Угорщина, починаючи з Лісабонського договору, має 21 депутата в Європейському парламенті та розташована в центрі Європейського Союзу.
Угорщина належить до Вишеградської групи, яка відповідає за захист інтересів країн Центральної Європи в ЄС.
Європейський Союз заявляє, що стурбований авторитарним і ксенофобським дрейфом в Угорщині. Суд ЄС, а також Європарламент попросили Віктора Орбана виправдати свою політику. Угорщина відмовилася від квот на мігрантів від Єврокомісії під час міграційної кризи, що почалася в 2015 році.
У 2018 році, враховуючи ситуацію з верховенством права в Угорщині, Європейський парламент звернувся до Союзу з проханням накласти санкції, запустивши так звану процедуру статті 7.

### Дипломатія
У місті Брюссель знаходиться постійне представництво Угорщини, яке захищає її інтереси.